# Gmina związkowa Kastellaun
Gmina związkowa Kastellaun (niem. Verbandsgemeinde Kastellaun) – gmina związkowa w Niemczech, w kraju związkowym Nadrenia-Palatynat, w powiecie Rhein-Hunsrück. Siedziba gminy związkowej znajduje się w mieście Kastellaun. 1 lipca 2014 do gminy związkowej przyłączono trzy gminy: Lahr, Mörsdorf oraz Zilshausen, które wchodziły w skład gminy związkowej Treis-Karden w powiecie Cochem-Zell.

## Podział administracyjny
Gmina związkowa zrzesza 19 gmin, w tym jedną gminę miejską (Stadt) oraz 18 gmin wiejskich:
1. Alterkülz
2. Bell (Hunsrück)
3. Beltheim
4. Braunshorn
5. Buch
6. Dommershausen
7. Gödenroth
8. Hasselbach
9. Hollnich
10. Kastellaun
11. Korweiler
12. Lahr
13. Mastershausen
14. Michelbach
15. Mörsdorf
16. Roth
17. Spesenroth
18. Uhler
19. Zilshausen